# 長野県道302号矢室明科線
長野県道302号矢室明科線（ながのけんどう302ごう やむろあかしなせん）は、長野県松本市と安曇野市を結ぶ一般県道。

## 概要
- 起点:松本市四賀村大字刈谷原町字矢室（国道143号交点）
- 終点:安曇野市明科町中川手（東栄町交差点、国道19号交点）

2017年10月29日の土砂崩落により、2019年12月28日までの２年２か月間松本市五常バス停～大木戸バス停間が通行止めとなり松本市四賀五常地区から松本市四賀会田地区が不通となっていた。

## 通過する自治体
- 松本市 - 安曇野市

## 接続・交差する道路
- 国道143号
- 長野県道303号会田西条停車場線
- 国道19号